# Похвистнево (станция)
Похвистнево — железнодорожная станция Самарского отделения Куйбышевской железной дороги, расположенная в городе Похвистнево Самарской области.

## Общие сведения
Движение через станцию было открыто 8 сентября 1888 года, а здание вокзала было построено в 1905 году.
Станция предназначена для грузовых работ, осуществляет операции по выдаче и приёму повагонных отправок грузов, а также продажу пассажирских билетов, работы с багажом.

## Дальнее следование по станции
По графику 2021 года на станции делают остановку следующие поезда дальнего следования:
| № поезда        | Маршрут движения          | № поезда        | Маршрут движения          |
| --------------- | ------------------------- | --------------- | ------------------------- |
| 11              | Владивосток — Самара      | 12              | Самара — Владивосток      |
| 13 «Южный Урал» | Челябинск — Москва        | 14 «Южный Урал» | Москва — Челябинск        |
| 59              | Новокузнецк — Кисловодск  | 60              | Кисловодск — Новокузнецк  |
| 97              | Тында — Кисловодск        | 98              | Кисловодск — Тында        |
| 101             | Нижневартовск — Пенза     | 102             | Пенза — Нижневартовск     |
| 123             | Новосибирск — Белгород    | 124             | Белгород — Новосибирск    |
| 127             | Красноярск — Адлер        | 128             | Адлер — Красноярск        |
| 141 «Таврия»    | Пермь — Симферополь       | 142 «Таврия»    | Симферополь — Пермь       |
| 147             | Нижневартовск — Астрахань | 148             | Астрахань — Нижневартовск |
| 193             | Магнитогорск — Москва     | —               | —                         |
| 203             | Томск — Анапа             | 204             | Анапа — Томск             |
| 253             | Нижневартовск — Самара    | 254             | Самара — Нижневартовск    |
| 289             | Екатеринбург — Анапа      | 290             | Анапа — Екатеринбург      |
| 345             | Нижневартовск — Адлер     | 346             | Адлер — Нижневартовск     |
| —               | —                         | 408             | Адлер — Челябинск         |
| 453             | Уфа — Новороссийск        | 454             | Новороссийск — Уфа        |
| 455             | Челябинск — Новороссийск  | 456             | Новороссийск — Челябинск  |
| 461             | Уфа — Адлер               | 462             | Адлер — Уфа               |